# ГЕС Сінгкарак
ГЕС Сінгкарак — гідроелектростанція в Індонезії на острові Суматра. Використовує ресурс із озера Сінгкарак, яке дренується річкою Омбілін, правим витоком Індрагірі (на східному узбережжі острова впадає до Південнокитайського моря).
Для створення гідроенергетичної схеми з великим напором організували деривацію ресурсу із Сінгкарак на другий, західний бік вододільного хребта Суматри. На східному боці озера, де бере початок Омбілін, звели невисоку бетону греблю, а на протилежному березі облаштували водозабірну споруду. При цьому в операційному режимі дозволене коливання рівня поверхні у Сінгкарак між позначками 361,25 та 362,5 метра НРМ, а у особливо важливих випадках дозволене здреновування до 360,75 метра НРМ (первісно проектний рівень складав 359,5 метра НРМ, проте це призводило до порушень у системі водопостачання населення оточуючих територій).
Від Сінгкарак прокладено тунель довжиною 16,5 км з діаметром від 5 до 5,3 метра, який виводить в долину річки Anai (впадає до Індійського океану). Він транспортує в середньому 50,5 м3/сек, в тому числі 3,4 м3/сек з водозабору на річці Булух. На завершальному етапі прокладено так само підземний напірний водовід довжиною 0,4 км з діаметром 4,1 метра.
Машинний зал станції, споруджений у підземному виконанні, має розміри 25х90 метрів при висоті 37 метрів. Доступ до нього здійснюється через тунель довжиною 0,85 км з перетином 5х5 метрів. Основне обладнання станції становлять чотири турбіни типу Френсіс загальною потужністю 175 МВт, які при напорі у 300 метрів забезпечують виробництво 986 млн кВт-год електроенергії на рік.
Відпрацьована вода відводиться по тунелю довжиною 1,8 км до Anai, на якій трохи нижче за течією спорудили нижній балансуючий резервуар, котрий повинен запобігати затопленню розташованих нижче територій та дозволив організувати зрошення 6,7 тисячі гектарів.
Під час спорудження підземних споруд станції провели вибірку 737 тис. м3 породи, використали 210 тис. м3 бетону та 50 тис. м3 торкрет-бетону. Наземні об'єкти потребували екскавації 415 тис. м3 та насипки 182 тис. м3 землі, а також ще 19 тис. м3 бетону.
Видача продукції відбувається по ЛЕП, розрахованій на напругу 150 кВ.
Можливо відзначити, що на Суматрі реалізовано кілька проектів з деривації ресурсу під вододільним хребтом Букіт-Барісан, при цьому ГЕС Мусі так само перекидає воду зі сходу на захід, тоді як ГЕС Ренун працює у протилежному напрямку.